# Музеј жртава рације у Чуругу
Музеј жртава рације у Чуругу је отворен 26. јуна 2013. године у присуству тадашњих председника Србије и Мађарске. Налази се у згради бившег житног магацина, који је од изградње 1925. године, па до 1942. служио као стамбено - пословни објекат, а у којем је за време рације мађарских фашиста јануара 1942. године, убијено неколико стотина житеља Чуруга.

## Музејска поставка
Стална поставка Музеја су фотографије жртава рације 1942. године, али главна поставка је сама зграда у којој се догодио злочин. Зграда Музеја је као историјски споменик стављена по заштиту државе. У Музеју постоје штампани спискови жртава рације из Чуруга, Жабља, Ђурђева, Госпођинаца, Титела, Мошорина, Лока, Гардиноваца, Вилова, Шајкаша, Новог Сада, Србобрана и Бечеја.